# Aikya Keralam Thampuran
Aikya Keralam Thampuran più noto come Kerala Varma VII, Maharaja di Cochin (Cochin, 1870 – Cochin, luglio 1948) è stato un principe indiano.
È stato Maharaja di Cochin dal 1946 al 1948.

## Biografia
Nato nel 1870, governò il regno di Cochin dal 1946.
Istituì il Sree Kerala Varma College di Thrissur che porta ancora il suo nome.
Kerala Varma giocò un ruolo fondamentale nell'unificazione del Kerala e nell'adesione del regno di Cochin all'Unione Indiana. Nell'aprile del 1947 inaugurò il congresso Aikya Kerala che si tenne a Thrissur sotto la presidenza di K. Kelappan. Quel congresso approvò una risoluzione per la formazione del Kerala Unito, unendo i distretti di Malabar, Cochin e Travancore per formare un unico stato, delineando un progetto che divenne effettivo in parte solo dopo la sua morte, e costò la detronizzazione al suo successore.
Morì nel luglio del 1948.